# شکوه و خون
 «شکوه و خون» (به انگلیسی: Glory and Gore) ترانه ای از خواننده نیوزیلندی، لرد از نخستین آلبوم استودیوی خود، قهرمان محض (۲۰۱۳) است. این آهنگ در تاریخ ۱۱ مارس ۲۰۱۴ به عنوان چهارمین تک‌آهنگ آلبوم توسط لاوا رکوردز و ریپابلیک رکوردز منتشرشد. آهنگ توسط لرد و تهیه‌کننده آن جوئل لیتل نوشته شده‌است. شکوه و خون یک آهنگ الکتروپاپ است که تحت تأثیر موسیقی چیل‌ویو و هیپ‌هاپ قرار دارد و در مورد جذابیت جامعه مدرن از خشونت و فرهنگ افراد مشهور صحبت می‌کند.
این ترانه با استقبال متنوعی از منتقدین روبرو شد و در ۱۰۰ آهنگ داغ بیلبورد و آهنگ‌های هات راک به ترتیب در شماره شصت و هشت و نه رسید. در سال ۲۰۱۴، «شکوه و خون» در یک آگهی برای دومین فصل از مجموعه تلویزیونی «وایکینگ‌ها» در شبکه تلویزیونی هیستوری استفاده شد.